# LFG V 19
Die LFG V 19 Putbus war ein deutsches Aufklärungsflugzeug des Ersten Weltkrieges. Der kleine Tiefdecker war als Bordflugzeug für den Einsatz auf U-Booten vorgesehen.

## Entwicklung
Die V 19 wurde von Gotthold Baatz bei der LFG in Stralsund in der zweiten Hälfte des Jahres 1918 als Konkurrenzmuster zur Hansa-Brandenburg W 20 entworfen. Das Flugzeug sollte demontiert in einem Behälter an Deck eines U-Kreuzers mitgeführt und bei Bedarf zusammengebaut werden, um Aufklärungsaufgaben auf See zu erfüllen. Die Zeit für den Zusammenbau war mit 30 min veranschlagt; das Abrüsten sollte in der Hälfte der Zeit bewerkstelligt werden können. Im Gegensatz zum herkömmlich in Gemischtbauweise ausgeführten und verspannten Doppeldecker W 20 war die V 19 sehr modern als ein reines Ganzmetallflugzeug in freitragender Tiefdeckerbauweise ausgeführt. Die Duraluminium-Struktur war mit Glattblechen beplankt, verfügte über gepfeilte Tragflächen und zwei durch ein Strebewerk mit Rumpf und Flächen verbundene, einstufige Schwimmer. Als Antrieb diente ein Oberursel-Umlaufmotor mit starrer Zweiblatt-Holzluftschraube.
Das Reichsmarineamt orderte drei Exemplare, denen die Marinenummern 6541–6543 zugewiesen wurden. Gebaut wurde aber nur ein Prototyp, dessen Erprobung beim Seeflugzeug-Versuchskommando (SVK) in Warnemünde begonnen wurde, aber nach dem Waffenstillstand von Compiègne am 11. November 1918 abgebrochen werden musste. Dokumentiert ist ein Aussetzen der V 19 auf See mithilfe eines am Funkmast eines U-Bootes angeschlagenen Ladebaumes am 27. September 1918. Möglicherweise ging das Flugzeug danach nach Stralsund zur LFG zurück, wo es anscheinend nicht, wie im Versailler Vertrag vorgesehen, in seiner Eigenschaft als Militärflugzeug zerstört, sondern eingelagert wurde.
Als um 1921/1922 dann sowohl das US-amerikanische wie auch das japanische Militär Interesse an der fortschrittlichen Konstruktion bekundeten, wurde die V 19 noch einmal hervorgeholt und als LFG „Bu“ präsentiert, so dass sie auch in einigen Luftfahrtgazetten jener Zeit nachweisbar ist. Ein Verkaufsgeschäft mit den ehemaligen Kriegsgegnern kam aber letzten Endes nicht zustande und die V 19 blieb ein Einzelstück.

## Technische Daten

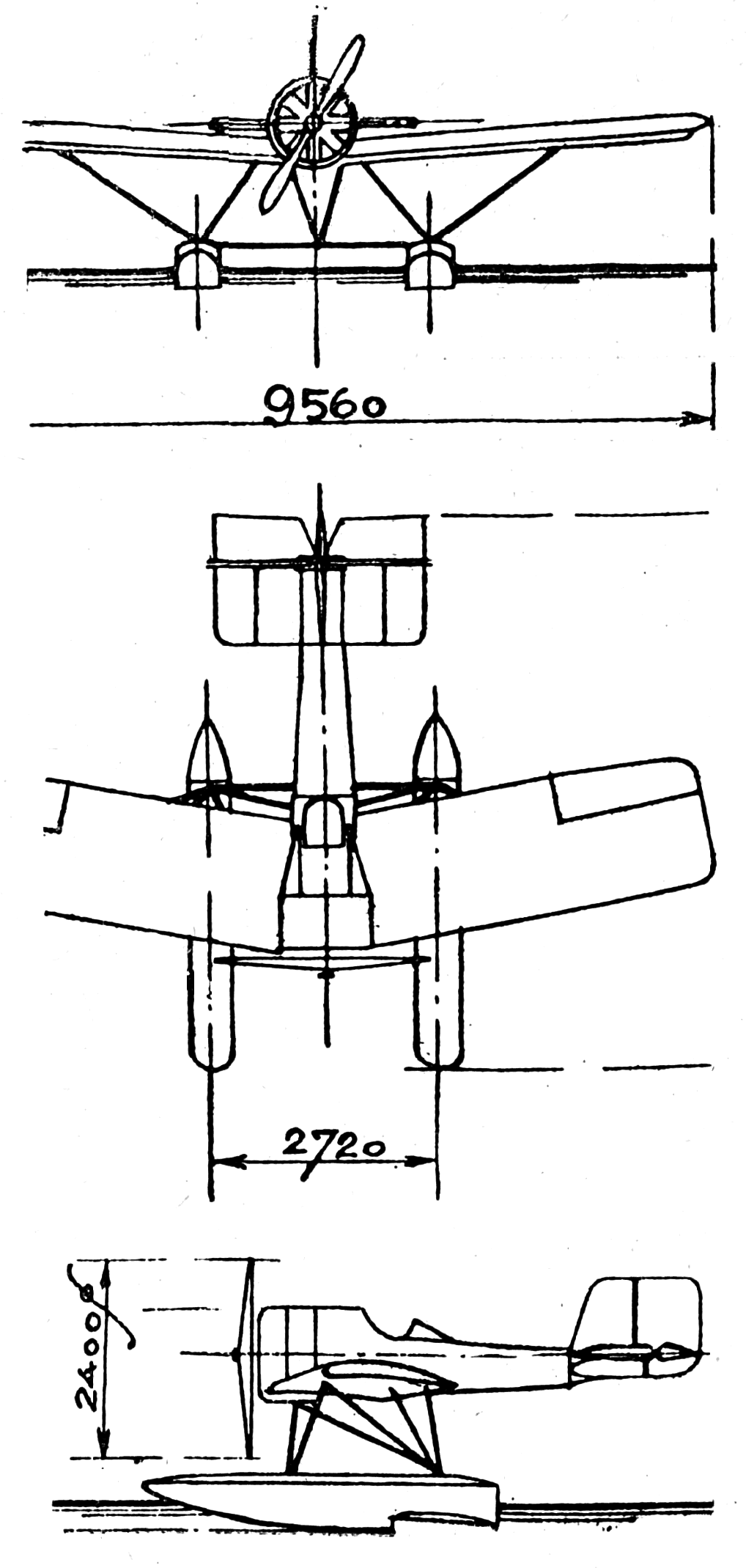
Dreiseitenansicht der V 19 in einer zeitgenössischen Zeitschrift, 1922

| Kenngröße                       | Daten                                                 |
| ------------------------------- | ----------------------------------------------------- |
| Besatzung                       | 1                                                     |
| Spannweite                      | 9,56 m                                                |
| Länge                           | 6,60 m                                                |
| Rüstmasse                       | 480 kg                                                |
| Zuladung                        | 210 kg                                                |
| Startmasse                      | 690 kg                                                |
| Antrieb                         | ein luftgekühlter Neunzylinder-Umlaufmotor            |
| Antriebstyp                     | Oberursel U II                                        |
| effektive Leistung Nennleistung | 120 PS (88 kW) in Bodennähe 100 PS (74 kW) bei 1200/m |
| Höchstgeschwindigkeit           | 180 km/h                                              |